# Joseph Conrad (ketch)
Pour les articles homonymes, voir Joseph Conrad (homonymie) et Conrad.
Le Joseph Conrad (ou SY Joseph Conrad) est un ketch polonais, à coque d'acier, construit en 1958 sur le chantier naval Lénine à Gdańsk. Il appartient au Club nautique de la ville.
Son immatriculation de voile est : PZ 21.

## Histoire
Ce yacht océanique est le premier d'une série dite J-140. Il porte le nom de l'écrivain anglais d'origine polonaise Joseph Conrad.
Il a réalisé de nombreuses croisières océaniques et a participé à de nombreux Tall Ships' Races.
Il était présent à la Tall Ships Races 2013, en classe C, en mer Baltique.